# تیک‌تاک (ترانه)
"تیک‌تاک" (به انگلیسی: TiK ToK) یک ترانه از کشا است. این ترانه ۷ اوت ۲۰۰۹ از آلبوم حیوان منتشر شد. داستان این ترانه از آنجا شروع می‌شود که کشا بیدار می‌شود و خود را میان زنان زیبا می‌بیند. ترانه در سبک دنس-پاپ و الکتروپاپ است.
این ترانه نقدهای مثبتی دریافت کرد و این ترانه ۶۱۰٬۰۰۰ نسخه در آمریکا یک هفته فروش رفت که بالاترین میزان تاکنون برای یک خواننده زن بوده‌است و موفق به دریافت گواهی پنج در پلاتین از RIAA به خاطر فروش ۵٬۹۰۰٬۰۰۰ نسخه در آمریکا شد و فقط در سال ۲۰۱۰ و در سراسر جهان ۱۲.۸ میلیون نسخه فروش رفت

## تاریخ انتشار
| ناحیه         | تاریخ          | فرمت   |
| ------------- | -------------- | ------ |
| استرالیا      | ۷ اوت ۲۰۰۹     | دانلود |
| کانادا        | ۷ اوت ۲۰۰۹     | دانلود |
| مکزیک         | ۷ اوت ۲۰۰۹     | دانلود |
| نیوزلند       | ۷ اوت ۲۰۰۹     | دانلود |
| نروژ          | ۷ اوت ۲۰۰۹     | دانلود |
| سوئد          | ۷ اوت ۲۰۰۹     | دانلود |
| آمریکا        | ۲۵ اوت ۲۰۰۹    | دانلود |
| پادشاهی متحده | ۲۷ نوامبر ۲۰۰۹ | دانلود |
| کره جنوبی     | ۸ دسامبر ۲۰۰۹  | دانلود |